# Santana do Riacho
Santana do Riacho é um município brasileiro do estado de Minas Gerais, Região Sudeste do país. Localiza-se na região central mineira, a norte da capital do estado, distando desta cerca de 100 km. Ocupa uma área de 677,207 km², sendo que 0,36 km² estão em perímetro urbano, e sua população foi estimada em 5 579 habitantes em 2024.
O povoamento do lugar teve início no decorrer do século XVIII, com a extração de minerais, atividade econômica que, juntamente com a agricultura, foi a responsável pelo crescimento demográfico observado até o século XX. Estando a cidade situada entre as serras do Cipó e do Espinhaço, o turismo ecológico passou a ser mais explorado a partir da década de 1950, vindo a ser emancipada em 1962 e instalada em 1º de março de 1963.
No município estão várias trilhas, morros e montanhas propícios a escaladas, cânions, cachoeiras e piscinas naturais de águas cristalinas, além de uma grande variedade de espécies animais e principalmente vegetais, sendo que o distrito da Serra do Cipó é uma das principais portas de entrada do Parque Nacional da Serra do Cipó, criado em 1972 com objetivo de preservar a biodiversidade local e os atrativos naturais existentes.

## História
Os primórdios do atual município de Santana do Riacho remontam ao período colonial brasileiro, quando chega à região um bandeirante, que parou para descansar próximo a um riacho (surgindo então o primeiro nome do lugar, Riacho Fundo). Ao explorar o local, o bandeirante entra em contato com a população indígena local, incluindo uma índia e uma pequena menina perdidas, a quem acolheu. A índia veio a falecer pouco tempo depois e a criança continuou a ser cuidada pelo bandeirante, sendo que quando crescida ambos tiveram vários filhos cujos descendentes deram procedimento ao povoamento da região.
A exploração da região, no entanto, tem seu início em maio de 1744, quando a posse do lugar, denominado Fazenda Riacho Fundo e pertencente à Comarca de Serro Frio, foi dada ao Sargento-mor Antônio Ferreira de Aguiar e Sá. A região se expandia economicamente devido a agricultura. Em 27 de outubro de 1759 inaugura-se a capela local, criando-se pela lei provincial nº 1355, de 6 de novembro de 1866, o distrito de Santo Antônio do Riacho Fundo, pertencente a Conceição do Mato Dentro; segundo a prefeitura, o distrito teria sido criado ainda no século XVIII, pertencente a Conceição do Mato Dentro, sendo extinto em 17 de março de 1836, com território anexado a Morro do Pilar e recriado em 15 de abril de 1844.
Pela lei estadual nº 319, de 16 de setembro de 1901, o distrito passa a pertencer a Santa Luzia do Rio das Velhas (atual município de Santa Luzia), passando a denominar-se simplesmente Riacho Fundo pela lei estadual nº 843, de 7 de setembro de 1923. Pela lei estadual nº 148, de 17 de dezembro de 1938, Riacho Fundo passa a pertencer ao município de Jaboticatubas, criado sob o mesmo decreto, sendo elevado à categoria de município pela lei estadual nº 2764, de 30 de dezembro de 1962. A instalação oficial veio a ocorrer em 1º de março de 1963, sendo constituído do Distrito-Sede e Cardeal Mota (que passou a denominar-se Serra do Cipó em maio de 2003). O nome recebido pelo município remonta ao riacho frequentado pelo bandeirante que estava a explorar o local e à padroeira municipal, Santa Ana.
Na década de 1970 é criado o Parque Nacional da Serra do Cipó, com objetivo de proteger a fauna, a flora e os bens naturais pertencentes à Serra do Cipó, com área total de área de 33 800 hectares e englobando, além de Santana do Riacho, os municípios de Jaboticatubas, Morro do Pilar e Itambé do Mato Dentro. O turismo, presente desde a década de 1950, passou a representar uma das principais fontes de renda, com a construção de dezenas de estabelecimentos comerciais, hotéis, pousadas, áreas de camping estruturadas e propriedades rurais.

## Geografia
A área do município, segundo o Instituto Brasileiro de Geografia e Estatística (IBGE), é de 677,207 km², sendo que 0,3682 km² constituem a zona urbana. Situa-se a 19°10'08" de latitude sul e 43°42'52" de longitude oeste e está a uma distância de 93 quilômetros a norte da capital mineira. Seus municípios limítrofes são Congonhas do Norte, a nordeste e norte; Santana de Pirapama, a noroeste; Baldim, a oeste; Jaboticatubas, a sudoeste e sul; Itambé do Mato Dentro, a sudeste; e e Conceição do Mato Dentro e Morro do Pilar, a leste.
De acordo com a divisão regional vigente desde 2017, instituída pelo IBGE, o município pertence às Regiões Geográficas Intermediária de Belo Horizonte e Imediata de Sete Lagoas. Até então, com a vigência das divisões em microrregiões e mesorregiões, fazia parte da microrregião de Sete Lagoas, que por sua vez estava incluída na mesorregião Metropolitana de Belo Horizonte.

### Relevo e hidrografia

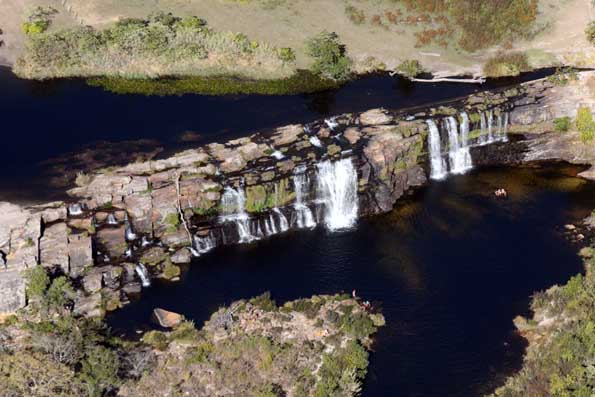
Vista aérea da Cachoeira Grande, situada no curso do rio Cipó.

O relevo do município de Santana do Riacho é predominantemente montanhoso, estando situado na Serra do Cipó, a sul da Serra do Espinhaço. Aproximadamente 60 % do território riachense é coberto por mares de morros em terrenos montanhosos, enquanto em cerca de 20 % há o predomínio de áreas onduladas, e os 20 % restantes são lugares planos. A altitude máxima encontra-se na Serra do Espinhaço, onde o Pico do Breu chega aos 1 687 metros, próximo ao povoado de Lapinha da Serra, enquanto que a altitude mínima está na foz do Rio das Pedras, com 723 metros. Já o ponto central da cidade está a 750 m.
O território é banhado por vários mananciais, sendo os principais os rios Cipó e Parauninha, fazendo parte da bacia do rio São Francisco. As águas nascentes nas montanhas das serras do Cipó e do Espinhaço vertem para o rio das Velhas, afluente do rio São Francisco. O rio Cipó é considerado como o maior em volume de água, nascendo na Serra do Cipó e banhando o distrito da Serra do Cipó (antigo Cardeal Mota), possuindo ao longo de seu curso cachoeiras e trechos propícios a banhos.

### Clima

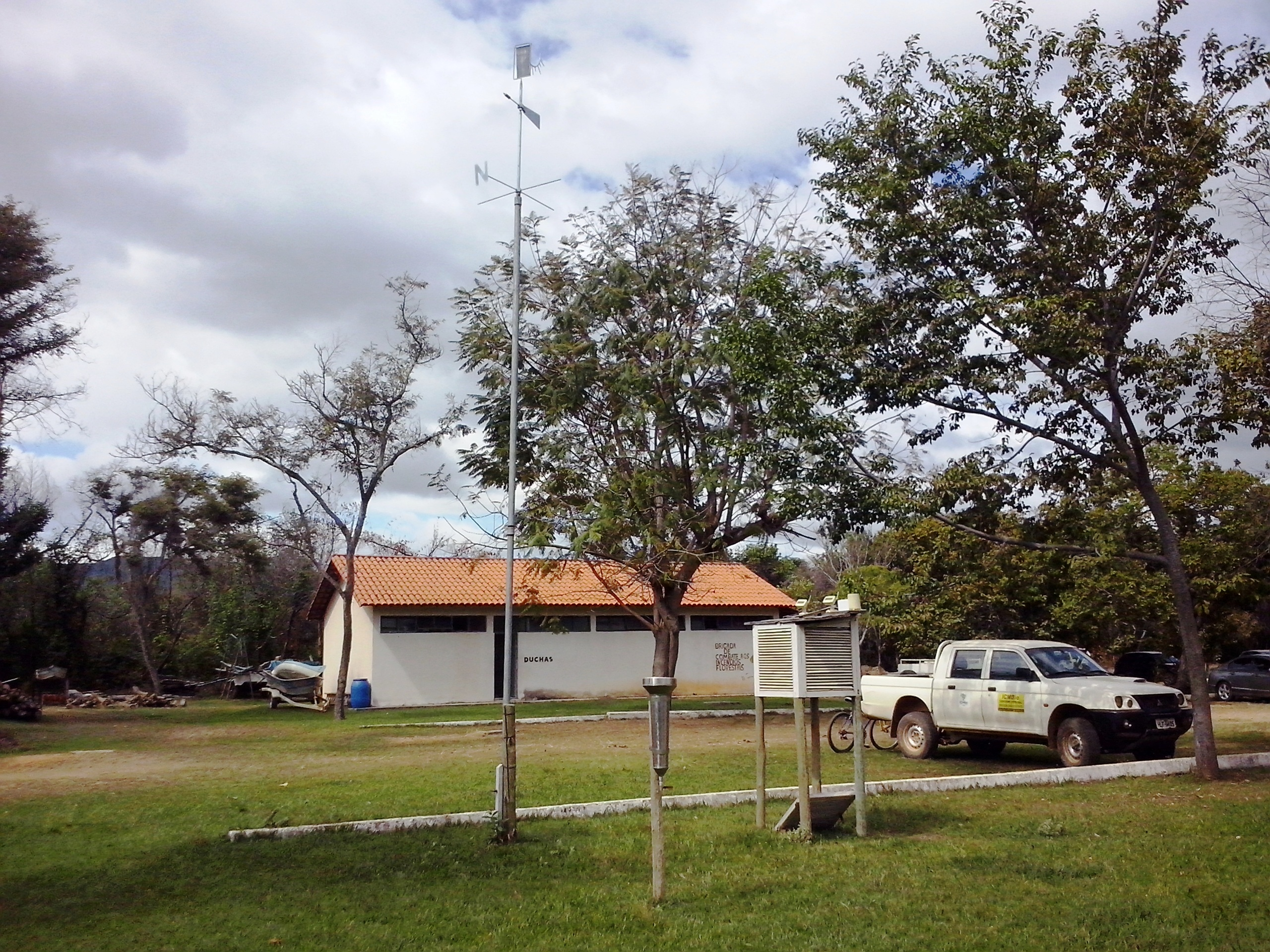
Estação meteorológica no Parque Nacional da Serra do Cipó

O clima riachense é caracterizado, segundo o IBGE, como tropical mesotérmico brando semiúmido (tipo Cwb segundo Köppen), tendo temperatura média anual de 21,9 °C com invernos secos e frios e verões quentes e chuvosos. O mês mais quente, fevereiro, tem temperatura média de 23,8 °C, sendo a média máxima de 29,4 °C e a mínima de 18,2 °C. E o mês mais frio, julho, de 18,7 °C, sendo 26,3 °C e 11,2 °C as médias máxima e mínima, respectivamente. Outono e primavera são estações de transição.
A precipitação média anual é de 1 524,3 mm, sendo agosto o mês mais seco, quando ocorrem apenas 7 mm. Em dezembro, o mês mais chuvoso, a média fica em 358,5 mm. Durante a época das secas e em longos veranicos em pleno período chuvoso também são comuns registros de queimadas em morros, matagais ou mesmo em áreas protegidas da Serra do Cipó, o que contribui com o desmatamento e com o lançamento de poluentes na atmosfera, prejudicando ainda a qualidade do ar, sendo que entre 6 e 13 de outubro de 2012 o Parque Nacional da Serra do Cipó registrou o maior incêndio de sua história, que consumiu 6,2 mil hectares da vegetação.
| Dados climatológicos para Santana do Riacho | Dados climatológicos para Santana do Riacho | Dados climatológicos para Santana do Riacho | Dados climatológicos para Santana do Riacho | Dados climatológicos para Santana do Riacho | Dados climatológicos para Santana do Riacho | Dados climatológicos para Santana do Riacho | Dados climatológicos para Santana do Riacho | Dados climatológicos para Santana do Riacho | Dados climatológicos para Santana do Riacho | Dados climatológicos para Santana do Riacho | Dados climatológicos para Santana do Riacho | Dados climatológicos para Santana do Riacho | Dados climatológicos para Santana do Riacho |
| Mês                                         | Jan                                         | Fev                                         | Mar                                         | Abr                                         | Mai                                         | Jun                                         | Jul                                         | Ago                                         | Set                                         | Out                                         | Nov                                         | Dez                                         | Ano                                         |
| ------------------------------------------- | ------------------------------------------- | ------------------------------------------- | ------------------------------------------- | ------------------------------------------- | ------------------------------------------- | ------------------------------------------- | ------------------------------------------- | ------------------------------------------- | ------------------------------------------- | ------------------------------------------- | ------------------------------------------- | ------------------------------------------- | ------------------------------------------- |
| Temperatura máxima média (°C)               | 28,8                                        | 29,4                                        | 29,4                                        | 28,4                                        | 26,9                                        | 25,9                                        | 26,3                                        | 27,5                                        | 28,4                                        | 28,7                                        | 28,3                                        | 28                                          | 28                                          |
| Temperatura mínima média (°C)               | 18,2                                        | 18,2                                        | 18                                          | 16,3                                        | 13,9                                        | 11,8                                        | 11,2                                        | 15,7                                        | 14,9                                        | 16,9                                        | 17,8                                        | 18,1                                        | 15,9                                        |
| Precipitação (mm)                           | 269,7                                       | 195,9                                       | 162,7                                       | 78,9                                        | 23,1                                        | 20                                          | 10,3                                        | 7                                           | 46                                          | 116,9                                       | 235,3                                       | 358,5                                       | 1 524,3                                     |
| Fonte: Somar Meteorologia                   |                                             |                                             |                                             |                                             |                                             |                                             |                                             |                                             |                                             |                                             |                                             |                                             |                                             |

### Ecologia e meio ambiente

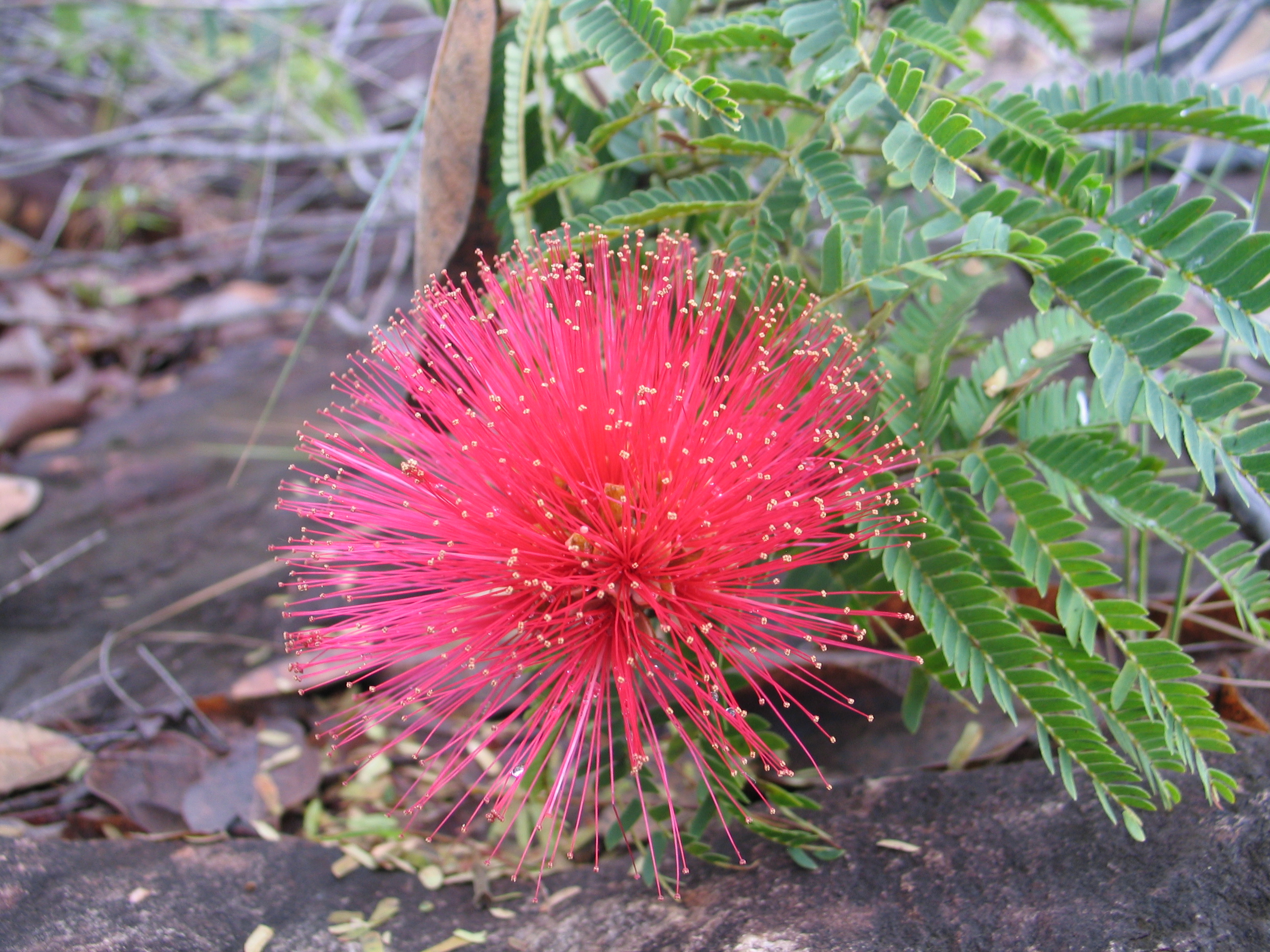
Uma sempre-viva na Serra do Cipó

Parte da área do município é englobada pelo Parque Nacional da Serra do Cipó, criado em 1972 com objetivo de proteger a fauna, a flora e os bens naturais pertencentes à Serra do Cipó, atraindo a construção de vários estabelecimentos comerciais, hotéis, pousadas, áreas de camping estruturadas e propriedades rurais. O complexo da Serra do Cipó abrange ainda a área de proteção ambiental (APA) da Pedreira, situada no distrito da Serra do Cipó, que possui 130 mil hectares. Ambas as áreas de proteção fazem parte da Reserva da Biosfera da Serra do Espinhaço, que contém três complexos vegetacionais: campos rupestres (84% da área total), cerrado (8%) e mata atlântica (8%).
As áreas de conservação possuem uma grande variedade de espécies animais e vegetais, tendo uma das maiores biodiversidades do mundo. A fauna, apesar de vasta, é pouco conhecida, destacando-se a presença do lobo-guará, cachorro-vinagre, tamanduá-bandeira, veado-campeiro, onça-parda, gato-maracajá, sagui, jaguatirica, sanhaço, sapo-de-pijama e rã-diurna. Já na flora relevam-se: pau-pombo, a copaíba, o limãozinho, as quaresmeiras, os crótons e as samambaiaçus, nas áreas de mata atlântica; as canelas-de-ema (velósias gigantes), sempre-vivas, bromélias e cactos, além de várias espécies de orquídeas, nos campos rupestres; e murici, o pau-terra, as quaresmeiras e os ipês, no cerrado.

## Demografia
Em 2022, a população do município foi contada pelo Instituto Brasileiro de Geografia e Estatística (IBGE) em 5 313 habitantes.
O Índice de Desenvolvimento Humano Municipal (IDH-M) de Santana do Riacho é considerado médio pelo Programa das Nações Unidas para o Desenvolvimento (PNUD), sendo que seu valor é de 0,665 (o 2776º maior do Brasil). A cidade possui a maioria dos indicadores próximos em relação à média nacional segundo o PNUD. Considerando-se apenas o índice de educação o valor é de 0,551, o valor do índice de longevidade é de 0,834 e o de renda é de 0,641. Segundo o IBGE, no ano de 2003 o coeficiente de Gini, que mede a desigualdade social, era de 0,39, sendo que 1,00 é o pior número e 0,00 é o melhor. Naquele ano, a incidência da pobreza, medida pelo IBGE, era de 42,79%, o limite inferior da incidência de pobreza era de 31,98%, o superior era de 53,61% e a incidência da pobreza subjetiva era de 44,52%.
De acordo com dados do censo de 2010 realizado pelo IBGE, a população de Santana do Riacho está composta por: 3 324 católicos (82,62%), 501 evangélicos (12,47%), 139 pessoas sem religião (3,46%), nove espíritas (0,23%) e 0,72% estão divididas entre outras religiões.

## Política e administração
A administração municipal se dá pelos Poderes Executivo e Legislativo. O Executivo é exercido pelo prefeito, auxiliado pelo seu gabinete de secretários. O atual prefeito é André Ferreira Torres, do Partido Trabalhista Brasileiro (PTB), que foi eleito nas eleições municipais de 2012 e reeleito em 2016 com 57,15% dos votos válidos, ao lado de José Ferreira da Silva (Zezinho da Ci) como vice-prefeito. O Poder Legislativo, por sua vez, é constituído pela câmara municipal, composta por nove vereadores. Cabe à casa elaborar e votar leis fundamentais à administração e ao Executivo, especialmente o orçamento participativo (Lei de Diretrizes Orçamentárias).
Em complementação ao processo Legislativo e ao trabalho das secretarias, existem também conselhos municipais em atividade, entre os quais dos direitos da criança e do adolescente e tutelar, criados em 2003. Santana do Riacho se rege por sua lei orgânica, que foi promulgada em 20 de março de 1990, e é termo da Comarca de Jaboticatubas, do Poder Judiciário estadual. O município possuía, em setembro de 2018, 5 035 eleitores, de acordo com o Tribunal Superior Eleitoral (TSE), número superior ao total de habitantes devido à grande quantidade de eleitores que não moram em Santana do Riacho, mas possuem vínculo com o município.

## Economia
O Produto Interno Bruto (PIB) de Santana do Riacho é um dos maiores de sua microrregião, destacando-se na área de prestação de serviços. De acordo com dados do IBGE, relativos a 2010, o PIB do município era de R$ 25 493 mil. 1 161 mil eram de impostos sobre produtos líquidos de subsídios a preços correntes. O PIB per capita é de R$ 6 336,70 Em 2011 havia 689 trabalhadores categorizados como pessoal ocupado total e 483 se enquadravam como ocupado assalariado. Salários juntamente com outras remunerações somavam 5 464 mil reais e o salário médio mensal de todo município era de 1,6 salários mínimos. Havia 170 unidades locais e 169 empresas atuantes.
Setor primário
| Produção de cana-de-açúcar, mandioca e milho (2011) | Produção de cana-de-açúcar, mandioca e milho (2011) | Produção de cana-de-açúcar, mandioca e milho (2011) |
| --------------------------------------------------- | --------------------------------------------------- | --------------------------------------------------- |
| Produto                                             | Área colhida (hectares)                             | Produção (tonelada)                                 |
| Cana-de-açúcar                                      | 120                                                 | 5 040                                               |
| Mandioca                                            | 50                                                  | 500                                                 |
| Milho                                               | 60                                                  | 120                                                 |

A agricultura é o segundo setor mais relevante na economia de Santana do Riacho. Em 2010, de todo o PIB da cidade, 3 037 mil reais era o valor adicionado bruto da agropecuária. Segundo o IBGE, em 2011 o município possuía um rebanho de 4 372 bovinos, 450 equinos, 220 muares, 780 suínos, 20 caprinos, 15 ovinos, cinco asininos e 8 900 aves, entre estas 3 900 galinhas e 5 mil galos, frangos e pintinhos. Em 2011 a cidade produziu 1 500 mil litros de leite de 1 300 vacas, 50 mil dúzias de ovos de galinha e 400 quilos de mel de abelha.
Na lavoura temporária são produzidos principalmente a cana-de-açúcar (5 040 toneladas produzidas e 120 hectares cultivados), a mandioca (500 toneladas e 50 hectares) e o milho (120 toneladas e 60 hectares), além do alho, amendoim, arroz, feijão e sorgo. Já na lavoura permanente destacam-se o abacate, banana, goiaba, laranja, manga e tangerina.
Setores secundário e terciário

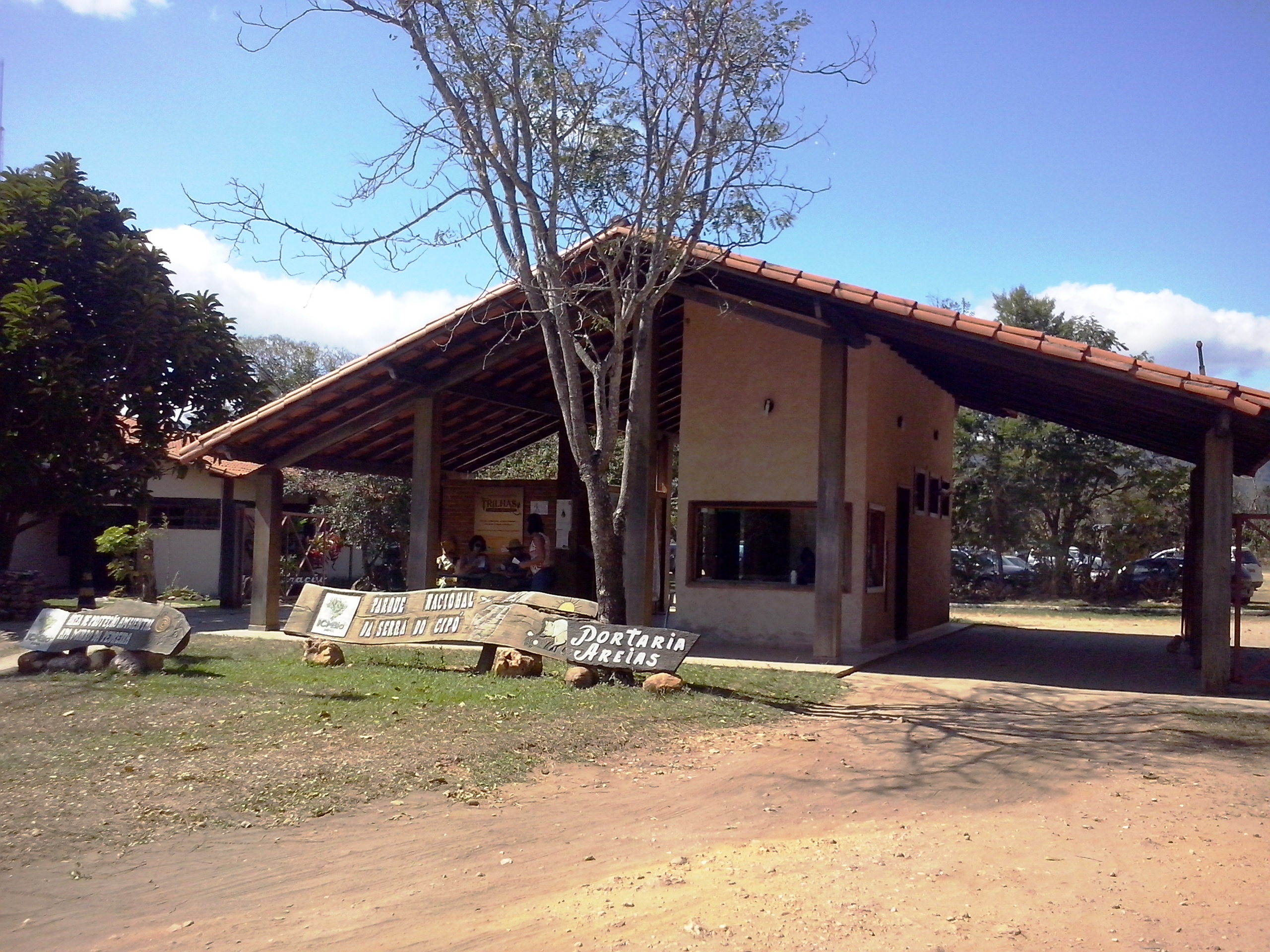
Entrada do Parque Nacional da Serra do Cipó

A indústria, em 2010, era o setor menos relevante para a economia do município. 3 007 reais do PIB municipal eram do valor adicionado bruto da indústria (setor secundário). A produção industrial ainda é incipiente na cidade, mesmo que comece a dar sinais de aprimoramento, sendo resumida principalmente à mineração e extração de pedras preciosas, como o mármore. A exploração dos minerais na região está presente desde o final do século XVIII, quando afixaram-se ao lugar os primeiros habitantes, sendo um dos fatores para o crescimento populacional naquela época. Segundo estatísticas do ano de 2000, 245 pessoas estavam ocupadas no setor industrial.
O movimento comercial riachense tem se expandido desde o início da década de 1950. Era um sinal visível do crescimento econômico, da modernização e, consequentemente, do progresso da cidade, apesar da lentidão com que se desenvolveu. O comércio da cidade foi beneficiado ainda pelo fato de Santana do Riacho ter se tornado uma cidade turística, sendo que em períodos de festas ou na alta temporada o movimento comercial é maior em comparação a outras épocas do ano. Há no município, em especial no distrito da Serra do Cipó, onde situa-se a principal porta de entrada do Parque Nacional da Serra do Cipó, uma grande concentração de estabelecimentos comerciais, hotéis, pousadas, restaurantes e áreas de camping. Em 2000 88 pessoas estavam ocupadas no setor comercial e 671 dedicavam-se à prestação de serviços e em 2010 18 287 reais do PIB municipal eram do valor adicionado bruto do setor terciário.

## Infraestrutura

### Habitação, serviços básicos e criminalidade

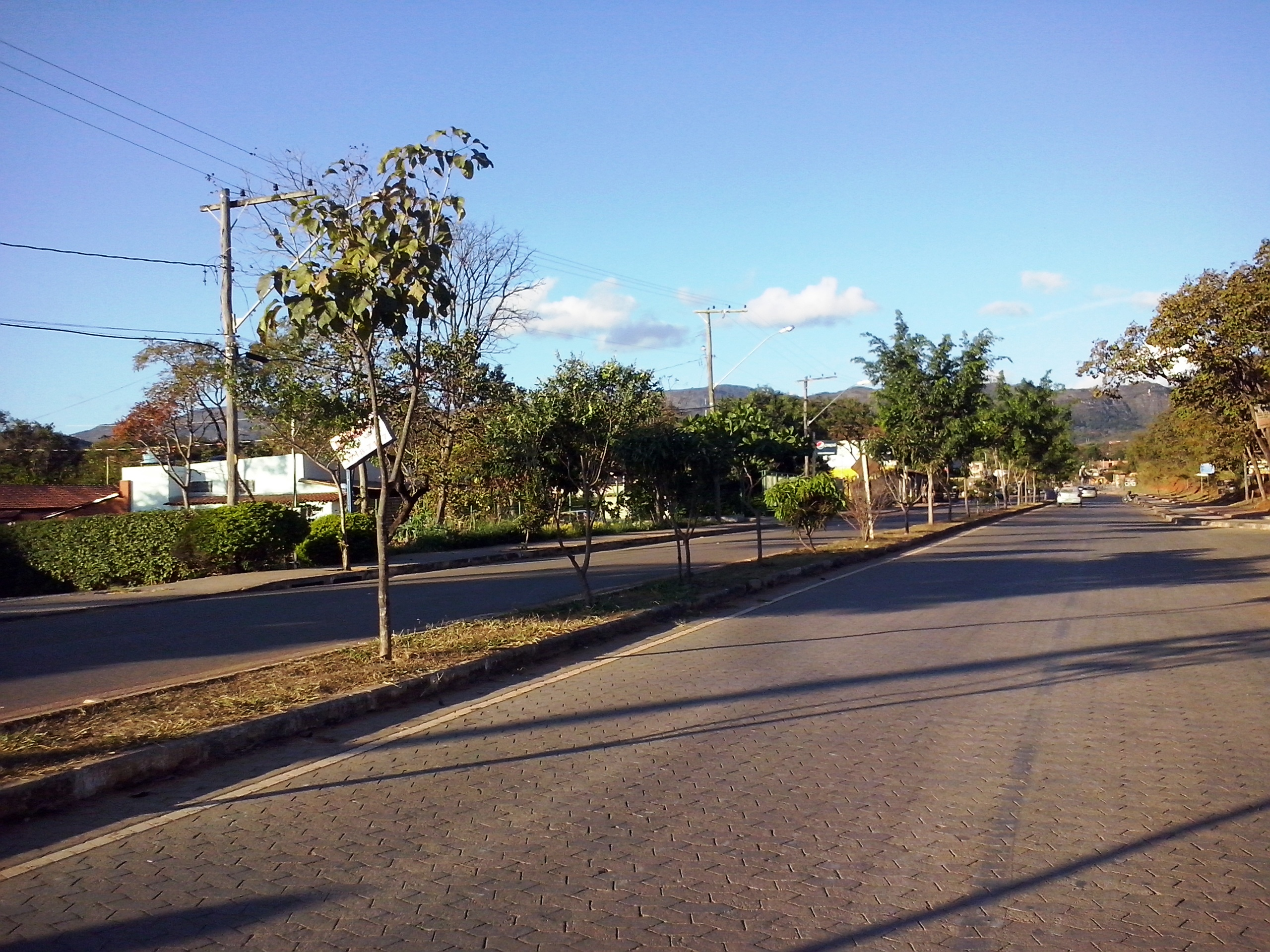
O distrito da Serra do Cipó (imagem) concentra uma grande quantidade de pousadas e hotéis

No ano de 2010 a cidade tinha 1 287 domicílios particulares permanentes. Desse total, 1 282 eram casas, um era casa de vila ou condomínio e dois eram habitações em casas de cômodo ou cortiços. Do total de domicílios, 1 048 são imóveis próprios (1 047 já quitados e um em aquisição); 127 foram alugados; 110 foram cedidos (60 cedidos por empregador e 50 cedidos de outra forma) e dois foram ocupados de outra maneira. Parte dessas residências contava com água tratada, energia elétrica, esgoto, limpeza urbana, telefonia fixa e telefonia celular. 869 domicílios eram atendidos pela rede geral de abastecimento de água (67,57% do total); 1 269 (98,61%) possuíam banheiros para uso exclusivo das residências; 921 (71,56% deles) eram atendidos por algum tipo de serviço de coleta de lixo; e 1 278 (99,3%) possuíam abastecimento de energia elétrica.
A responsável pelo serviço é a Companhia Energética de Minas Gerais (Cemig). Segundo a empresa, em 2003 havia 1 414 consumidores e foram consumidos 2 456 396 KWh de energia. Já o serviço de coleta de esgoto e abastecimento de água da cidade é feito pela prefeitura, segundo dados da Companhia de Saneamento de Minas Gerais (Copasa), sendo que em 2008 havia 1 450 unidades consumidoras e eram distribuídos em média 1 010 m³ de água tratada por dia.
O código de área (DDD) de Santana do Riacho é 031 e o Código de Endereçamento Postal (CEP) é 35845-000. No dia 19 de janeiro de 2009 o município passou a ser servido pela portabilidade, juntamente com outros municípios com o mesmo DDD. A portabilidade é um serviço que possibilita a troca da operadora sem a necessidade de se trocar o número do aparelho. Entre 2006 e 2008, as taxas de homicídios, suicídios e óbitos por acidentes de transito foram nulas em Santana do Riacho.

### Saúde e educação
Em 2009, o município possuía três estabelecimentos de saúde entre hospitais, pronto-socorros, postos de saúde e serviços odontológicos, sendo ambos públicos, pertencentes à rede municipal e integrantes do Sistema Único de Saúde (SUS). Em 2012, todas as crianças menores de 1 ano estavam com a carteira de vacinação em dia. Em 2011 foram registrados 28 nascidos, sendo que o índice de mortalidade infantil neste ano foi nulo. Em 2010, 19,9% do total de mulheres grávidas eram de meninas que tinham menos de 20 anos. 691 crianças pesadas pelo Programa Saúde da Família, sendo que nenhuma estava desnutrida.
Na área da educação, o Índice de Desenvolvimento da Educação Básica (IDEB) médio entre as escolas públicas de Santana do Riacho era, no ano de 2011, de 4,8 (numa escala de avaliação que vai de nota 1 a 10), sendo que a nota obtida por alunos do 5º ano (antiga 4ª série) foi de 5,2 e do 9º ano (antiga 8ª série) foi de 4,5; o valor das escolas públicas de todo o Brasil era de 4,0. O município contava, em 2012, com aproximadamente 916 matrículas nas instituições de ensino da cidade.
Em 2010, de acordo com dados da amostra do censo demográfico, da população total, 1 087 habitantes frequentavam creches e/ou escolas. Desse total, 12 frequentavam creches, 102 estavam no ensino pré-escolar, 84 na classe de alfabetização, 19 na alfabetização de jovens e adultos, 37 no ensino fundamental, 23 no ensino médio, 37 na educação de jovens e adultos do ensino fundamental, 23 na educação de jovens e adultos do ensino médio e 54 em cursos superiores de graduação. 1 536 pessoas não frequentavam unidades escolares, sendo que 542 nunca haviam frequentado e 2 394 haviam frequentado alguma vez. No mesmo ano, 16,2% das crianças com faixa etária entre sete e quatorze anos não estavam cursando no ensino fundamental. A taxa de conclusão, entre jovens de 15 a 17 anos, era de 55,8% e o percentual de alfabetização de jovens e adolescentes entre 15 e 24 anos era de 98,6%. A distorção idade-série entre alunos do ensino fundamental, ou seja, com com idade superior à recomendada, era de 16,4% para os anos iniciais e 39,5% nos anos finais e, no ensino médio, a defasagem chegava a 32,3%.
| Ensino pré-escolar | 99  | 7  | 3 |
| Ensino fundamental | 653 | 20 | 4 |
| Ensino médio       | 164 | 0  | 2 |

### Transportes

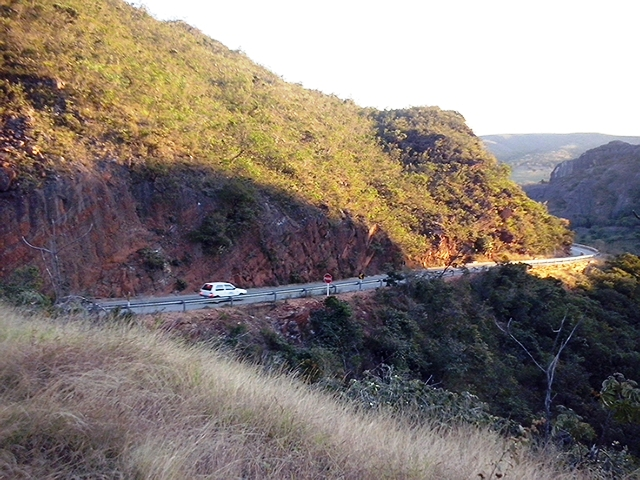
MG-010 na Serra do Cipó

A frota municipal no ano de 2012 era de 826 veículos, sendo 338 automóveis, 31 caminhões, 113 caminhonetes, 16 caminhonetas, oito micro-ônibus, 275 motocicletas, 30 motonetas, nove ônibus e seis classificados como outros tipos de veículos. Há duas empresas de ônibus que ligam Santana do Riacho às cidades vizinhas, mantendo linhas diárias entre Belo Horizonte e municípios como Conceição do Mato Dentro, Jaboticatubas e Serro que passam pela cidade, sendo elas a Viação Saritur e a Viação Serro.
O município é atendido pela MG-010, que inicia-se na capital mineira, passando por cidades como Lagoa Santa, Vespasiano, Jaboticatubas, Conceição do Mato Dentro, Serro, Santo Antônio do Itambé e Serra Azul de Minas, até terminar em Rio Vermelho, sendo a principal ligação entre a Microrregião de Conceição do Mato Dentro e a Região Metropolitana de Belo Horizonte. A rodovia passou por obras estruturais após a reforma do Aeroporto Internacional de Belo Horizonte-Confins, visando facilitar o acesso à RMBH. Todo o trecho que corta Santana do Riacho conta com pavimentação asfáltica, porém ainda há trechos não asfaltados em outros municípios.

## Cultura

### Manifestações culturais

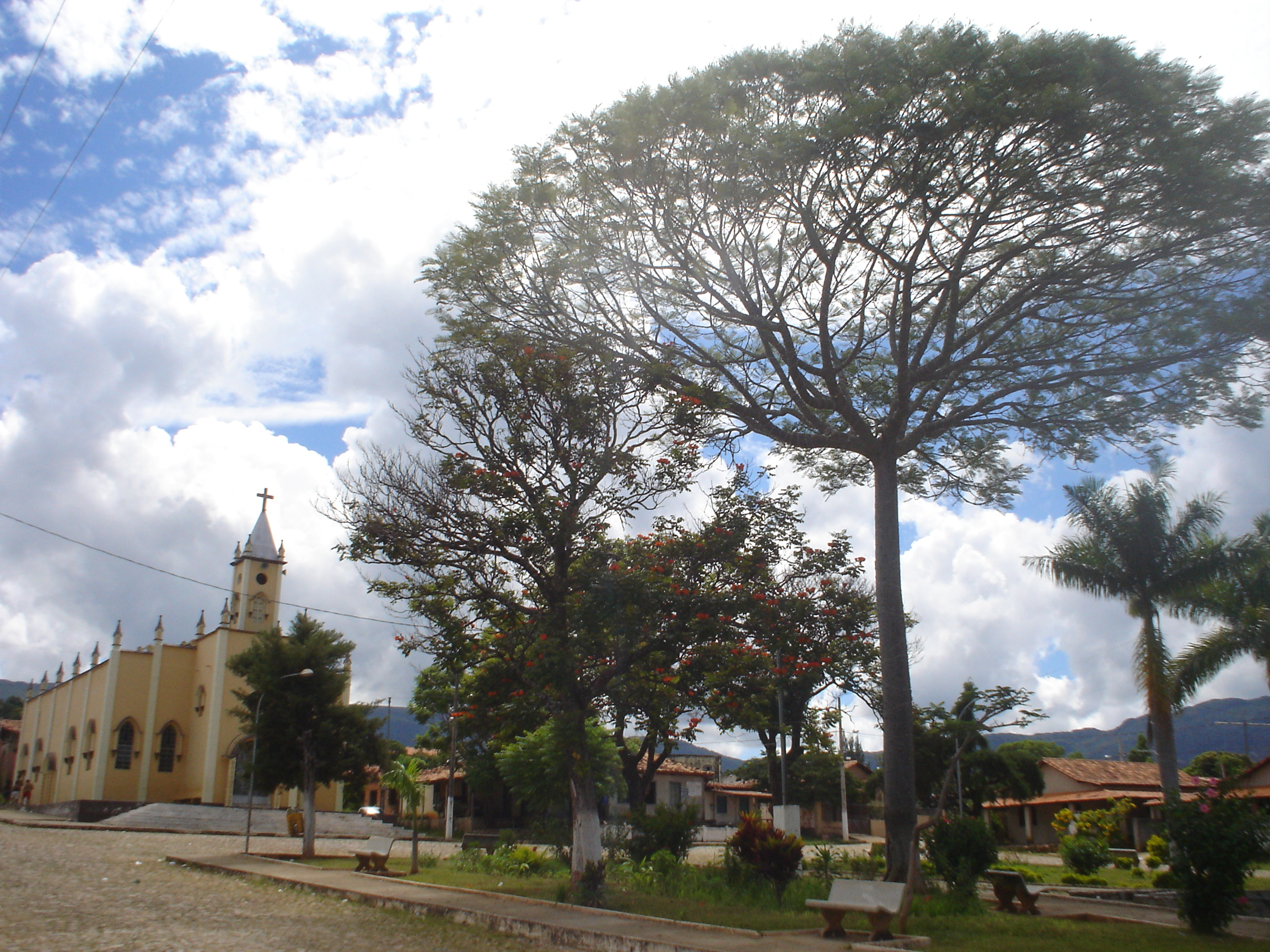
Igreja Matriz de Santa Ana e a Praça da Matriz, onde realiza-se a festa de Santa Ana, padroeira municipal.

Para estimular o desenvolvimento socioeconômico local, a prefeitura de Santana do Riacho, juntamente ou não com instituições locais, passou a investir mais no segmento de festas e eventos. Os principais eventos são o Carnaval, organizado em fevereiro ou março, com desfiles dos blocos formados por famílias da cidade, marchinhas e shows com bandas regionais; a festa de Santa Ana, celebrada na semana de seu dia, 26 de julho, com shows musicais, barracas com comidas típicas, shows pirotécnicos e missas em homenagem à padroeira do município; as festas juninas, entre junho e julho, que são realizadas realizada anualmente e em algumas edições atraem centenas de pessoas durante os dias dos eventos, sendo umas das mais conhecidas da região e contando com shows com bandas locais; e a festa de Santa Terezinha, em outubro.
O artesanato também é uma das formas mais espontâneas da expressão cultural riachense . Há associações que reúnem artesãos da região, disponibilizando espaço para confecção, exposição e venda dos produtos artesanais. Normalmente essas peças são vendidas em feiras, exposições ou lojas de artesanato. Segundo o IBGE, as principais atividades artesanais desenvolvidas em Santana do Riacho são o bordado, trabalhos com couro e construção de produtos envolvendo materiais recicláveis.

### Instituições e atrativos

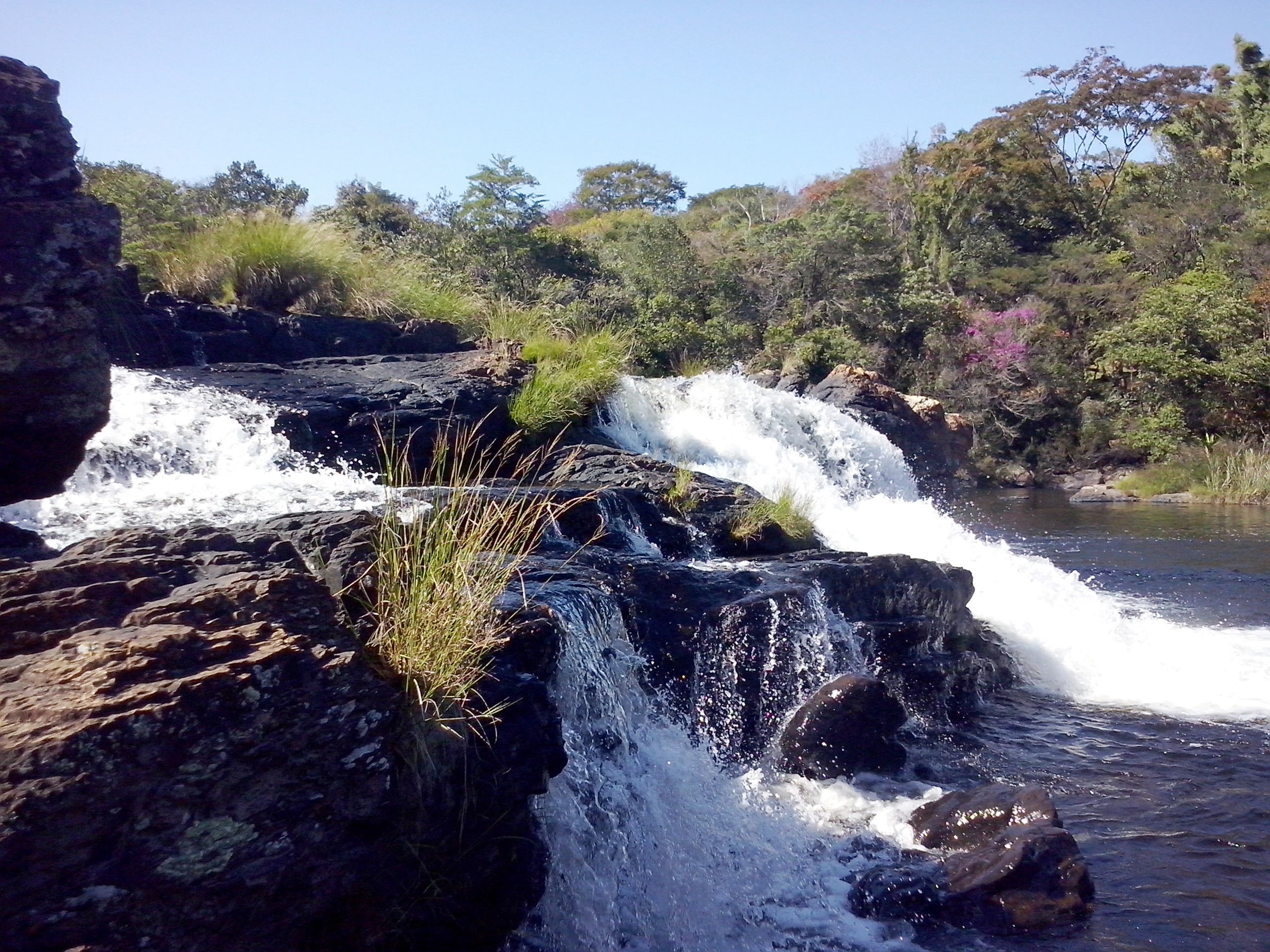
Cachoeira do Tomé, na Serra do Cipó.

A chamada Secretaria de Educação e Cultura é o órgão em complementação ao processo legislativo que versa o setor cultural do município. Há um conselho municipal de cultura, criado em 2007 e de caráter consultivo, deliberativo e fiscalizador, e legislação municipal de proteção ao patrimônio cultural. Dentre os espaços culturais, destaca-se a existência uma biblioteca pública mantida pelo poder público municipal e um estádio ou ginásio poliesportivo, segundo o IBGE em 2005 e 2012. Também há presença de grupos de manifestações tradicionais populares, grupos musicais, corais e blocos carnavalescos, de acordo com o IBGE em 2012.
Dentre os atrativos, destacam-se as atrações naturais da Serra do Cipó e da Serra do Espinhaço. O povoado Lapinha da Serra, originado no século XVIII, é bastante procurado devido as suas cachoeiras e para a prática de esportes de aventura. O Pico do Breu, com 1 687 metros, é uma das atrações, sendo o ponto mais elevado do município. Também há as cachoeiras do Rapel e Paraíso; da Conversa e Jurutu; do Lageado; do Soberbo, onde houve extração de diamantes, e a do Bicame, sendo esta em propriedade particular.
No distrito da Serra do Cipó situa-se a principal porta de entrada do Parque Nacional da Serra do Cipó, onde há trilhas, morros e montanhas propícios a escaladas, cânions, cachoeiras e piscinas naturais de águas cristalinas, sendo as principais quedas d'água as cachoeiras do Sobrado de Cima, Andorinhas, Gavião, Congonhas, Tombador e Travessão. Também há uma grande variedade de espécies animais e principalmente vegetais no interior do parque. Por ser uma cidade turística, há uma grande quantidade de hotéis, pousadas, restaurantes e áreas de camping na cidade, principalmente no distrito.

### Feriados
Em Santana do Riacho há dois feriados municipais e oito feriados nacionais, além dos pontos facultativos. Os feriados municipais são o dia do aniversário da cidade, comemorado em 1º de março; e o dia de Santa Ana, padroeira municipal, celebrado em 26 de julho. De acordo com a lei federal nº 9.093, aprovada em 12 de setembro de 1995, os municípios podem ter no máximo quatro feriados municipais com âmbito religioso, já incluída a Sexta-Feira Santa.